# Square dance
Square dance er en amerikansk form for folkedans, hvor man danser parvis i formationer af fire par.
En danseleder (caller) afgiver kommandoer i takt med musikken.
Det er en folkelig danseform, som har sine rødder i engelske og franske danseformer. Da europæerne udvandrede til Nordamerika i 1600-tallet, tog de dansene med sig og videreudviklede dem. Det er kendetegnende for square dansen, at den fortsat udvikler sig med nye danse og variationer. Man skelner i dag mellem flere typer af square dance.